# Watauga (Tennessee)
Watauga és una població dels Estats Units a l'estat de Tennessee. Segons el cens del 2000 tenia 403 habitants.

## Demografia
Segons el cens del 2000, Watauga tenia 403 habitants, 162 habitatges, i 111 famílies. La densitat de població era de 213,1 habitants/km².
Dels 162 habitatges en un 27,8% hi vivien nens de menys de 18 anys, en un 53,1% hi vivien parelles casades, en un 10,5% dones solteres, i en un 30,9% no eren unitats familiars. En el 23,5% dels habitatges hi vivien persones soles l'11,1% de les quals corresponia a persones de 65 anys o més que vivien soles. El nombre mitjà de persones vivint en cada habitatge era de 2,49 i el nombre mitjà de persones que vivien en cada família era de 2,97.
Per edats la població es repartia de la següent manera: un 23,1% tenia menys de 18 anys, un 9,4% entre 18 i 24, un 31% entre 25 i 44, un 23,6% de 45 a 60 i un 12,9% 65 anys o més.
L'edat mediana era de 37 anys. Per cada 100 dones de 18 o més anys hi havia 93,8 homes.
La renda mediana per habitatge era de 28.438 $ i la renda mediana per família de 36.429 $. Els homes tenien una renda mediana de 26.875 $ mentre que les dones 17.727 $. La renda per capita de la població era de 13.551 $. Entorn de l'11% de les famílies i el 18,1% de la població estaven per davall del llindar de pobresa.

## Poblacions més properes
El següent diagrama mostra les poblacions més properes.